# نافبانگا
نافبانگا شهری در شهرستان گاونگو در استان بازگا در بورکینافاسوی مرکزی است و جمعیت آن ۵۰۰۴ نفر است.